# Manasa Bari
Manasa Bari (ur. 20 maja 1974) – fidżyjski rugbysta grający na pozycji skrzydłowego, reprezentant kraju zarówno w wersji piętnasto-, jak i siedmioosobowej, triumfator Pucharu Świata 1997, uczestnik Pucharu Świata 1999, następnie trener.
W National Provincial Championship grał dla Otago oraz King Country, zaś w rozgrywkach Super 12 dla Otago Highlanders.
W fidżyjskiej reprezentacji rugby 7 zadebiutował w 1994 roku w turnieju Hong Kong Sevens. Otrzymał powołanie na Puchar Świata 1997, w którym Fidżyjczycy okazali się niepokonani zdobywając po raz pierwszy Melrose Cup. Po tym turnieju Post Fiji wydała serię znaczków upamiętniającą zwycięską drużynę, w której znajdowali się również Waisale Serevi, Taniela Qauqau, Jope Tuikabe, Leveni Duvuduvukula, Inoke Maraiwai, Aminiasi Naituyaga, Marika Vunibaka, Luke Erenavula i Lemeki Koroi. Wziął także udział w zakończonej na drugim miejscu kampanii Fidżyjczyków w sezonie 1999/2000 IRB Sevens World Series.
W pełnej, piętnastoosobowej odmianie w latach 1995–1999 rozegrał trzydzieści spotkań dla fidżyjskiej kadry, w tym osiemnaście testmeczów, a jeden z nich nastąpił podczas Pucharu Świata 1999.
Był funkcjonariuszem policji. Trenował policyjny zespół rugby 7 oraz inne lokalne drużyny, na poziomie reprezentacyjnym zaś znajdował się w sztabie szkoleniowym jako asystent trenera bądź selekcjoner.